# 1872

## Събития
- Общо събрание на БРЦК, на което Марин Цонзъров е единственият депутат с право на два гласа.

## Родени
- Александър Турунджев, български революционер
- Екатерина Симидчиева, българска героиня
- Киряк Шкуртов, български революционер
- Лазар Маджаров, български революционер
- Леонидас Папазоглу, гръцки фотограф
- Петър Горов, български революционер
- Христо Сираков, български военен и революционер
- 6 януари – Александър Скрябин, руски композитор
- 6 януари – Йордан Иванов, български учен
- 23 януари – Гоце Делчев, български революционер
- 1 февруари – Смиле Войданов, Български революционер и емигрантски деец
- 25 февруари – Коста Николов, български просветен деец
- 10 март – Христо Матов, български революционер
- 11 март – Стефан Попов, български военен деец
- 21 март – Димитър Думбалаков, български военен и революционер
- 31 март – Сергей Дягилев, руски импресарио
- 9 април – Леон Блум, министър-председател на Франция и литературен критик
- 11 април – Александър Ставре Дренова, албански поет
- 2 април – Никола Мушанов, български политик
- 1 май – Хюго Алфвен, шведски композитор
- 6 май – Вилем де Ситер, нидерландски астроном
- 10 май – Марсел Мос, френски антрополог и социолог
- 15 май – Георги Данаилов, български учен и политик
- 18 май – Яне Сандански, български революционер
- 18 май – Бъртранд Ръсел, британски философ
- 28 май – Леонард Шулце Йена, германски етнограф
- 31 май – Чарлс Грийли Абът, американски астрофизик
- 9 юни – Илия Матакиев, български лекар
- 12 юни – Борис Сарафов, български революционер
- 14 юни – Юлий Розентал, български поет и революционер
- 15 юни – Антон Страшимиров, български писател и политик
- 1 юли – Луи Блерио, френски конструктор и летец
- 16 юли – Руал Амундсен, норвежки полярен изследовател
- 20 юли – Стенли Финч, първи директор на ФБР
- 1 август – Димитър Мирасчиев, български революционер
- 15 август – Шри Ауробиндо, индийски революционер, философ, писател и духовен учител
- 21 август – Обри Биърдсли, английски художник и поет
- 3 ноември – Михаил Ганчев, български военен деец
- 6 ноември – Франтишек Билек, чешки скулптор, архитект и приложник
- 13 ноември – Байъм Шоу, британски художник
- 27 ноември – Иван Русев, български военен деец и политик
- 4 декември – Антон Деникин, руски военачалник
- 15 декември – Тодор Саев, български военен и революционер

## Починали
- Дичо Зограф, български иконописец
- Спиридон Палаузов, руски историк
- 21 януари – Франц Грилпарцер, австрийски поет и драматург (* 1791 г.)
- 5 март – Ангел Кънчев, български революционер
- 10 март – Джузепе Мацини, философ и политик
- 19 март – Джоузеф Бейтс, американски християнски водач
- 2 април – Самюъл Морз, американски художник
- 20 април – Людевит Гай, хърватски писател, езиковед и политик
- 18 юли – Бенито Хуарес, мексикански политик
- 23 октомври – Теофил Готие, френски писател
- 24 декември – Уилям Ранкин, шотландски физик

Вижте също:
- календара за тази година